# Falsepilysta laterimaculata
Falsepilysta laterimaculata är en skalbaggsart som först beskrevs av Heller 1924.  Falsepilysta laterimaculata ingår i släktet Falsepilysta och familjen långhorningar.
Artens utbredningsområde är Filippinerna. Inga underarter finns listade i Catalogue of Life.